# Ranunculus meionophyllus
Ranunculus meionophyllus är en ranunkelväxtart som beskrevs av S. Ericsson. Ranunculus meionophyllus ingår i släktet ranunkler, och familjen ranunkelväxter. Inga underarter finns listade i Catalogue of Life.